# نووایا درونیا (شهرستان فیودوروفسکی، باشقیرستان)
نووایا درونیا (انگلیسی: Novaya Derevnya, Fyodorovsky District, Republic of Bashkortostan) یک شهرک در شهرستان فیودوروفسکی استان باشقیرستان کشور روسیه است.